# Motor Show
Motor Show foi um programa de televisão brasileiro sobre veículos, de produção local no Rio Grande do Sul, e exibido pela TV Bandeirantes Rio Grande do Sul aos domingos e com uma duração de 30 minutos. O programa tinha a apresentação de Renato Rossi.

## História
Por muitos anos, o Motor Show foi exibido pela TV Guaíba. Em 2007, quando a emissora foi vendida à Rede Record, tornando-se TV Record Rio Grande do Sul, o programa foi um dos poucos da TV Guaíba a permanecer no canal após a nova administração. Anos mais tarde, passou a ser exibido pela Band RS.